# Kim Stanley
Kim Stanley, född Patricia Kimberley Reid 14 september 1925 i Tularosa, New Mexico, död 10 april 2001 i Santa Fe, New Mexico, var en amerikansk skådespelerska.

## Utmärkelser
Stanley har bland annat vunnit två Primetime Emmy Awards, 1963 och  1985.

## Roller i urval
- 1953 – The Ed Sullivan Show (TV-serie) (1 avsnitt)
- 1958 – Gudinnan
- 1962 – Skuggor över Södern (berättaren, ej krediterad)
- 1963 – Ben Casey (TV-serie) (2 avsnitt)
- 1964 – Skuggan av ett mord
- 1982 – Frances
- 1983 – Rätta virket
- 1983 – Quincy (TV-serie) (1 avsnitt)